# Hyalesthes philesakis
Hyalesthes philesakis är en insektsart som beskrevs av Hoch och Adolf Remane 1985. Hyalesthes philesakis ingår i släktet Hyalesthes och familjen kilstritar. Inga underarter finns listade i Catalogue of Life.